# Tensegracja
Uzasadnienie:  Są to dwa artykuły traktujące o tym samym przedmiocie.
Tensegracja, model tensegracyjny (z ang. tension – napięcie oraz integrity – integralność, niepodzielność) – sposób opisu oddziaływania wzajemnego poszczególnych elementów w złożonej strukturze fizycznej. Dotyczy to zwłaszcza izolowanych elementów poddawanych kompresji w sieci poddanej działaniu stałego nacisku. Model tensegracyjny został skonstruowany przez Richarda Buckminstera Fullera i Kennetha Snelsona. Zakłada on iż elementy elastyczne pozostają naprężone lub rozluźnione w zależności od miejsca przyłożenia siły i jej wektora.

## Model tensegracyjny a zrozumienie wzajemnych oddziaływań struktur anatomicznych
Zgięcie ręki w ramieniu nie jest już rozpatrywane jako prosta dźwignia, której zasięg działania kończy się na samej kończynie. Dzięki nowemu spojrzeniu na rolę powięzi okrywającej większość mięśni, grup mięśniowych oraz nerwów, łączącej różne struktury anatomiczne w oparciu o model tensegracyjny można rozważać, mało jeszcze poznane, mechanizmy oddziaływania masażu na ciało ludzkie.

## Przykłady zastosowań modelu tensegracyjnego
1. Struktura architektoniczna złożona z wielu elementów. Kompresja jest sposobem oddziaływania w sposób bezpośredni lub pośredni np. cegieł w murze na inne cegły. Wywierają one określoną co do wartości, kierunku i zwrotu siłę, tworząc stabilną strukturę o dużej sztywności i ograniczonej ruchomości. Siły mogą tu być przenoszone poprzez poszczególne elementy struktury, np. kolumny w rzymskim akwedukcie.
2. Coraz częściej opisywany przez fizjoterapeutów model tensegracyjny ciała ludzkiego, popierany pozytywnymi efektami prowadzonych zabiegów na chorych zgłaszających różne dolegliwości, m.in. nerwobóle po operacji biodra[2].